# ナガバハマササゲ

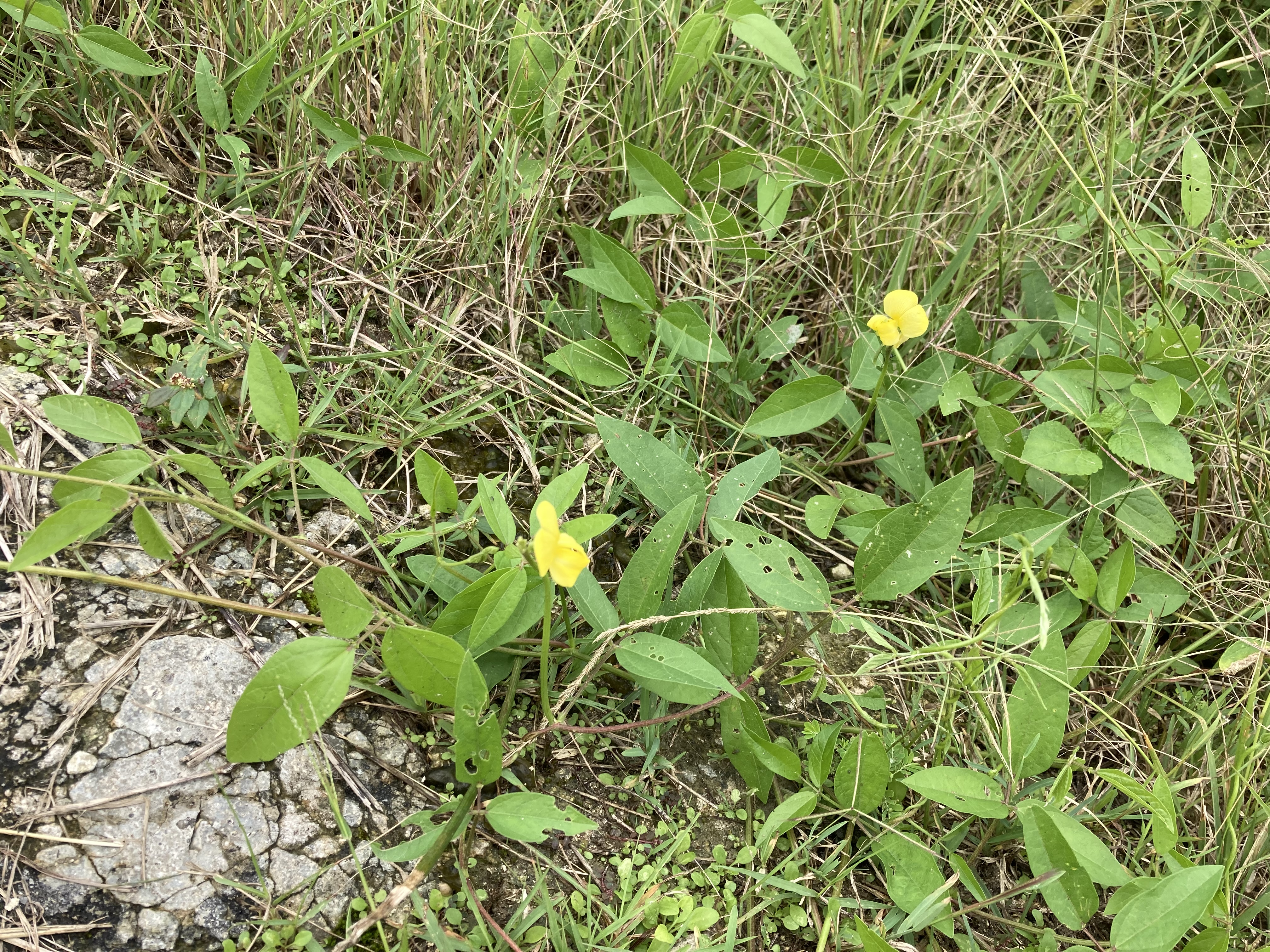
ナガバハマササゲの生育状況（沖縄県石垣市　宮良川岸付近にて撮影）

ナガバハマササゲ（長葉浜大角豆または長葉浜豇豆、学名：Vigna luteola）は、マメ科ササゲ属のつる性の多年草。

## 特徴
葉は三出複葉で、小葉はハマアズキの葉より細長く、披針形から卵状披針形で先端が尖る。全縁で、葉の両面には長い圧毛が多い点もハマアズキと異なる。
葉腋から総状花序を出し、花径2cm程度の黄色い蝶形花を咲かせる。竜骨弁の先端は回転しない。
豆果は線形で長さ4–10 cm、幅4–5 mm、白い長毛がある。9個前後の種子を含む。種子は楕円形で長さ4–6 mm。

## 分布と生育環境
奄美諸島以南の琉球列島、熱帯から亜熱帯に広く分布する。鹿児島県絶滅危惧Ｉ類。やや内陸部の川岸や湿地、路傍、原野に生育する。土壌適性の幅が広く、遮光条件に対する耐性も高いとする報告がある。

## 利用
耐塩性に関して大きな種内変異を有することから、同種内交雑やハマササゲとの種間交雑によりQTL解析が行われ、農業利用に不向きな塩害土壌や湛水湿地等の高ストレス環境でバイオマス生産が可能な遺伝資源として研究が進められている。